# NGC 503
NGC 503 é uma galáxia elíptica (E-S0) localizada na direcção da constelação de Pisces. Possui uma declinação de +33° 19' 56" e uma ascensão recta de 1 horas, 23 minutos e 28,4 segundos.
A galáxia NGC 503 foi descoberta em 13 de Agosto de 1863 por Heinrich Louis d'Arrest.